# KonaK Wien
Der Verein KonaK Wien (Forschungs- und Kulturverein für Kontinentalamerika und die Karibik) wurde am 25. Oktober 1996 in Wien-Josefstadt gegründet. Seit 2002 hat der Verein seinen Sitz in Wien-Favoriten. Im Jahre 2018 nahm der KonaK in Graz seine Arbeit auf, wodurch auf den Zusatz Wien weitgehend verzichtet wird.

## Ziele, Mitglieder und Veranstaltungen
Der KonaK fördert kulturelle und wissenschaftliche Kooperationen zwischen Österreich, Kontinentalamerika und der Karibik insbesondere auf der Ebene des wissenschaftlichen Austauschs zwischen österreichischen und europäischen Institutionen auf der einen und Institutionen in Kontinentalamerika und der Karibik auf der anderen Seite. Zu den bekanntesten Mitgliedern des KonaK Wien zählten der 2015 verstorbene deutsche Kulturanthropologe Hanns-Albert Steger sowie der 2017 verstorbene deutsch-US-amerikanische Historiker Georg Iggers. Weitere bekannte Mitglieder sind der deutsche Historiker Michael Zeuske, der österreichische Politikwissenschaftler Reinhard C. Heinisch, der österreichische Sozialanthropologe und Journalist Leo Gabriel, der österreichische Kulturphilosoph Franz Martin Wimmer, der venezolanische Schriftsteller und Sozialwissenschaftler Luis Britto García, der kubanische Historiker Sergio Guerra Vilaboy sowie der US-amerikanische Historiker und Philosoph Marcus Rediker. Von 1998 bis zu seinem Tode am 9. November 2015 nahm der österreichische Maler, Bildhauer und Architekt Ernst Fuchs die Funktion eines Kulturbeirats ein.
Seit 2006 veranstaltet der KonaK Wien internationale Konferenzen, Kongresse und Symposien. So fand 2006 im Rahmen des EU-LAK-Gipfels im April/Mai 2006 unter dem Ehrenschutz des österreichischen Bundespräsidenten Heinz Fischer das internationale Symposium „Exil-Migration-Identitäten“ an der Wiener Urania statt. Es folgten 2010 der internationale Kongress Outlaws „im karibischen Raum in Geschichte und Gegenwart“ sowie 2012 die internationale Konferenz „Nomadism and Mobile Ways of Life in the Americas“.
Der KonaK Wien ist Mitglied der „Vereinigung lateinamerikanischer und karibischer Historiker“ (ADHILAC). Vom 18. bis zum 22. September 2014 richtete der Verein aus Anlass der 200-jährigen Wiederkehr der Eröffnung des Wiener Kongresses von 1814/15 die XI. Internationale Konferenz 2014 der ADHILAC aus. Die im österreichischen Bundeskanzleramt und an der Universität Wien stattfindete Konferenz „The Congress of Vienna and its global dimension“ wurde in das Slave Route Project der UNESCO integriert. Unter den Keynotespeakern waren Leonel Fernández Reyna, Dieter Langewiesche, Jonathan Israel und Immanuel Wallerstein.
Vorsitzender des KonaK Wien ist der an der Universität Graz tätige österreichische Historiker Christian Cwik.

## Mobilitätsprogramme
Seit 1999 nahmen insgesamt mehr als 600 Studierende aus Europa und Lateinamerika an Mobilitätsprogrammen des KonaK Wien in fast alle Staaten Kontinentalamerikas und der Karibik teil. Zu den europäischen Kooperationspartnern zählten und zählen u. a. die Institute für Geschichte, für Wirtschafts- und Sozialgeschichte und für Romanistik der Universität Wien sowie das Institut für iberische und lateinamerikanische Geschichte der Universität zu Köln. Von 2006 bis 2008 fanden insgesamt acht Kurse im Rahmen des Mobilitätsprogramms Intercambio Internacional Estudiantil gemeinsam mit der Universidad Bolivariana de Venezuela in Caracas statt. Seit 2009 bestehen Kooperationsabkommen mit den Universitäten von Cartagena de Indias und Magdalena (Santa Marta) in Kolumbien, seit 2011 mit der Universidad de La Habana auf Kuba sowie seit 2013 mit der University of the West Indies auf Trinidad und Tobago. 2020 fanden gemeinsame Projekte mit der Université des Antilles auf Martinique und der University of Curacao statt.

## Bibliothek
Die Bibliothek Amauta umfasst circa 8.000 Bände, wobei die Schwerpunkte in den Bereichen lateinamerikanische und karibische Geschichte, Politik und Ethnologie liegen. Ein Großteil des Bücher- und Zeitschriftenbestandes sind Werke in spanischer und portugiesischer Sprache, die direkt aus den Ländern Kontinentalamerikas und der Karibik stammen. Die Benutzung der Bibliothek ist kostenlos.

## Publikationen
- KonaK – Realitätsausschnitte aus Kontinentalamerika und der Karibik Nr. 1–110 (1996–2023). Eigenverlag KonaK Wien. Herausgegeben von Verena Muth ISSN 1561-8056
- Américas – Beiträge zur Erforschung Kontinentalamerikas und der Karibik. 1997–2007, 33 Hefte, Herausgegeben von Christian Cwik. Wissenschaftlicher Verlag Berlin. ISBN 978-3-86573-090-9
- Esclavitud, Huida y Resistencia en Cuba (Herausgegeben von Christian Cwik Michael Zeuske und Javier Laviña). Wissenschaftlicher Verlag Berlin. Berlin 2013, p.206.  ISBN 978-3865737588
- Von Wien nach Barranquilla: Stationen der Flucht ins karibische Exil, 1938/39. (Herausgegeben von Christian Cwik und Verena Muth), Society for the Studies of Continental America and the Caribbean. Vienna 2012, p.188. ISSN 1561-8056
- Towards memory: Female heroes of the Americas. (Herausgegeben von Christian Cwik und Verena Muth), Society for the Studies of Continental America and the Caribbean. Vienna 2011, p. 100. ISSN 1561-8056